# El Ayote
El Ayote é um município da Nicarágua, situado na Região Autônoma da Costa Caribe Sul. Tem 831 km² de área e sua população em 2020 foi estimada em 18.691 habitantes.